# درن فیکا
درن فیکا (انگلیسی: Dren Feka؛ زادهٔ ۹ ژوئن ۱۹۹۷) بازیکن فوتبال اهل آلبانی است.
از باشگاه‌هایی که در آن بازی کرده‌است می‌توان به باشگاه فوتبال هامبورگ اشاره کرد.
وی همچنین در تیم‌های ملی فوتبال Germany national under-16 football team, Albania national under-17 football team، جوانان آلمان، جوانان آلمان، و زیر ۲۱ سال کوزوو بازی کرده‌است.